# Высокосов (Середино-Будский район)

Высокосов (укр. Високосів) — посёлок,
Каменский сельский совет,
Середино-Будский район,
Сумская область,
Украина.
Код КОАТУУ — 5924482202. Население по данным 1988 года составляло 20 человек.
Посёлок ликвидировано в 2007 году.

## Географическое положение
Посёлок Высокосов находится недалеко от истоков рек Свига и Бычиха.
На расстоянии около 2-х км расположены сёла Пилипы и Каменка.

## История
- 2007 — посёлок ликвидировано[1].